# Hanabarawadi, Chikodi
Hanabarawadi là một làng thuộc tehsil Chikodi, huyện Belgaum, bang Karnataka, Ấn Độ.